# 오천 자전거길
오천 자전거길(五川 自轉車길)은 충청북도 괴산군 연풍면 행촌교차로에서 세종특별자치시의 금강 자전거길까지 연결되는 자전거도로다. 쌍천, 달천, 성황천, 보강천, 미호강을 지난다. 
상류쪽 시발점인 연풍 인증센터까지 가는 방법이 많지 않으니, 세심한 계획이 요구된다.
행촌교차로에서 새재길로통해  수안보온천13km (남한강 자전거길ㅡ충주시)과 이화령휴게소정상까지 6km 경사가있어 힘들다  상주상풍교에서 안동댐 65kmㅡ그아래부산324km 낙동강자전거길을 갈수있다.
또한  오천길중  합강공원에서 금강을만나   세종보 9km금강하구둑나  대청댐28km으로 갈수있다
안동댐은 가기 꺼려한다면  청량리ㅡ안동역무궁화호타고 하차 택시이용해 안동 물문회관으로가라  거기에월영교 내려 인증센터가 있다

## 직결된 노선
- 새재 자전거길
- 금강 자전거길

## 같이 보기
- 새재 자전거길